# Poursiugues-Boucoue
Poursiugues-Boucoue è un comune francese di 210 abitanti situato nel dipartimento dei Pirenei Atlantici nella regione della Nuova Aquitania.

## Società

### Evoluzione demografica
Abitanti censiti